# Lloyd Hahn

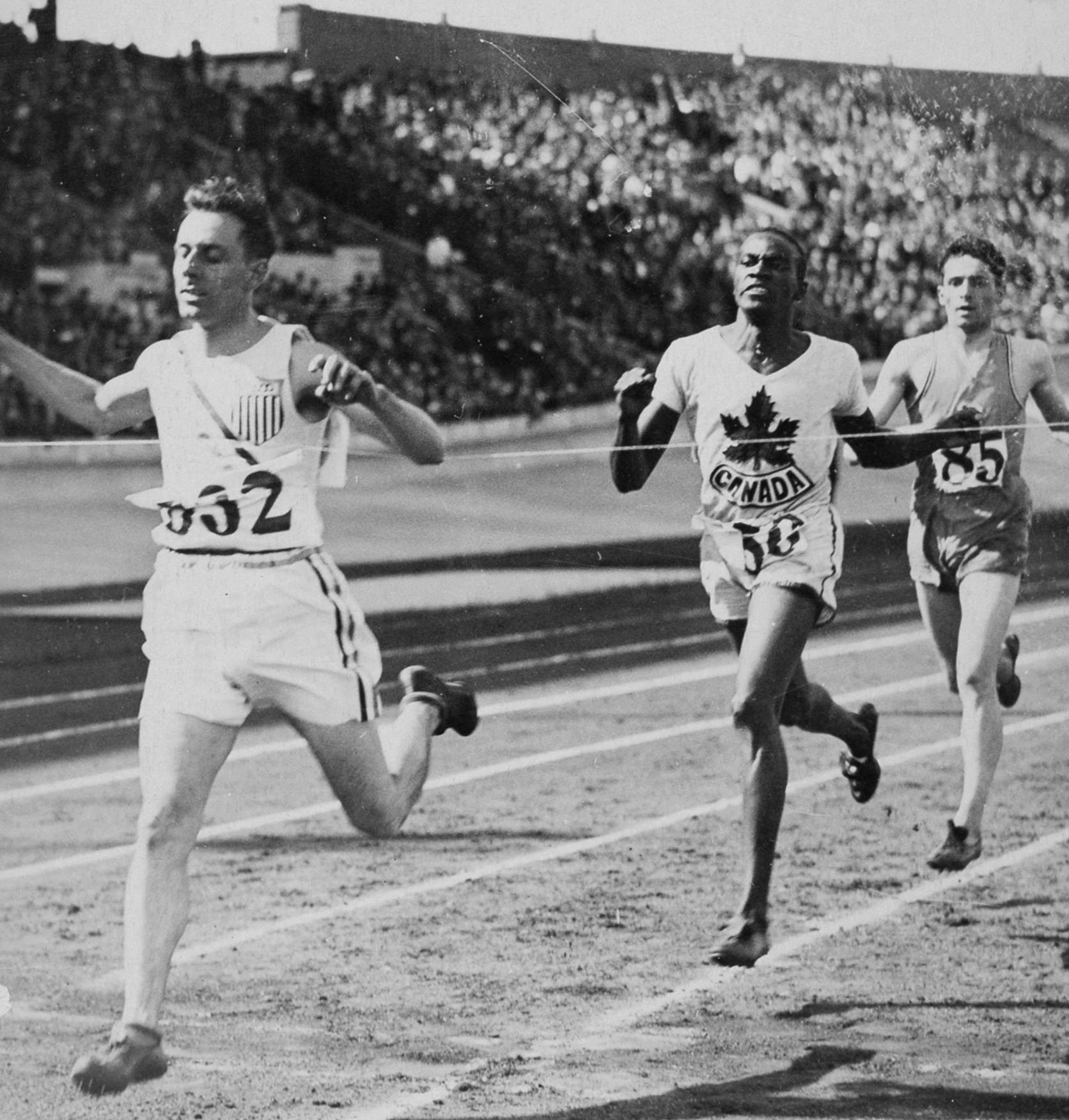
Lloyd Hahn siegt 1928 im olympischen Halbfinale über 800 m

Lloyd Hahn (Lloyd George Hahn; * 7. August 1898 in Falls City, Nebraska; † Januar 1983 in Brighton, Colorado) war ein US-amerikanischer Mittelstreckenläufer.
Bei den Olympischen Spielen wurde er 1924 in Paris Sechster über 1500 m. 1928 in Amsterdam wurde er Fünfter über 800 m und schied über 1500 m im Vorlauf aus.
1926 wurde er US-Meister über eine Meile und 1928 über 800 m, 1925 und 1927 US-Hallenmeister über 1000 Yards.

## Persönliche Bestzeiten
- 800 m: 1:51,4 min, 7. Juli 1928, Cambridge
- 1500 m: 3:56,8 min, 14. Juni 1924, Cambridge
  - Halle: 3:55,8 min, 21. Februar 1925, Washington
- 1 Meile: 4:16,0 min, 5. Juli 1926, Philadelphia